# Parigi-Bruxelles 1997
La Parigi-Bruxelles 1997, settantasettesima edizione della corsa, si svolse il 13 settembre 1997 su un percorso di 255,7 km. Fu vinta dall'italiano Alessandro Bertolini della MG Boys Maglificio-Technogym davanti al belga Andrei Tchmil e all'italiano Andrea Tafi.

## Ordine d'arrivo (Top 10)
| Pos. | Corridore             | Squadra                      | Tempo    |
| ---- | --------------------- | ---------------------------- | -------- |
| 1    | Alessandro Bertolini  | MG Boys Maglificio-Technogym | 6h18'00" |
| 2    | Andrei Tchmil         | Lotto-Mobistar-Isoglass      | a 2"     |
| 3    | Andrea Tafi           | Mapei-GB                     | s.t.     |
| 4    | Michele Bartoli       | MG Boys Maglificio-Technogym | s.t.     |
| 5    | Andrea Ferrigato      | Roslotto-ZG Mobili           | s.t.     |
| 6    | Bruno Boscardin       | Festina-Lotus                | s.t.     |
| 7    | Alexander Gontchenkov | Roslotto-ZG Mobili           | a 16"    |
| 8    | Jo Planckaert         | Lotto-Mobistar-Isoglass      | s.t.     |
| 9    | Johan Museeuw         | Mapei-GB                     | s.t.     |
| 10   | Mirko Celestino       | Team Polti                   | s.t.     |